# Violet & Daisy
Violet & Daisy (prt/bra: Violet & Daisy) é um filme norte-americano de 2011, dos gêneros suspense, ação e comédia dramática, escrito e dirigido por Geoffrey S. Fletcher e protagonizado por Saoirse Ronan, Alexis Bledel, Marianne Jean-Baptiste, Danny Trejo e James Gandolfini. 
Fletcher estreia na direção depois de ganhar um Oscar de Melhor Roteiro Adaptado para o filme Precious.[carece de fontes?]

## Sinopse
Violet (Alexis Bledel) e Daisy (Saoirse Ronan) são um par de jovens assassinas que mastigam gomas e casualmente apagam figuras do crime em Nova York, distraídas apenas pelo fato de que um concerto de sua ídolo pop favorito Barbie Sunday foi repentinamente cancelado.
Determinadas a levantar dinheiro para comprar um par do mais novo vestido de Barbie Sunday, a dupla assume um novo trabalho de sucesso oferecido a elas por Russ (Danny Trejo). O alvo é um misterioso solitário sem nome (James Gandolfini) que roubou um caminhão cheio de dinheiro e água de colônia de seu esquivo chefe, Chet. Uma súbita e inesperada empatia com sua marca bastante incomum leva as duas meninas em uma inesperada jornada de autoexame, catapultando as executoras júnior para um mundo além de sua rotina mortal, e ao mesmo tempo encontrando inimigos perigosos, como a equipe rival de Donnie que tem o lendário assassino conhecido simplesmente como Número 1 (Marianne Jean-Baptiste).